# Список астероїдів (199701—199800)
| Назва               | Тимчасове позначення | Дата відкриття    | Місце відкриття             | Відкривач                   |
| ------------------- | -------------------- | ----------------- | --------------------------- | --------------------------- |
| (199701) 2006 HV40  | 2006 HV40            | 21 квітня 2006    | Обсерваторія Кітт-Пік       | Spacewatch                  |
| (199702) 2006 HB41  | 2006 HB41            | 21 квітня 2006    | Обсерваторія Кітт-Пік       | Spacewatch                  |
| (199703) 2006 HR42  | 2006 HR42            | 24 квітня 2006    | Станція Андерсон-Меса       | LONEOS                      |
| (199704) 2006 HF43  | 2006 HF43            | 24 квітня 2006    | Обсерваторія Маунт-Леммон   | Обсерваторія Маунт-Леммон   |
| (199705) 2006 HR45  | 2006 HR45            | 25 квітня 2006    | Обсерваторія Кітт-Пік       | Spacewatch                  |
| (199706) 2006 HW45  | 2006 HW45            | 25 квітня 2006    | Обсерваторія Кітт-Пік       | Spacewatch                  |
| (199707) 2006 HU46  | 2006 HU46            | 20 квітня 2006    | Обсерваторія Кітт-Пік       | Spacewatch                  |
| (199708) 2006 HD56  | 2006 HD56            | 25 квітня 2006    | Обсерваторія Кітт-Пік       | Spacewatch                  |
| (199709) 2006 HU56  | 2006 HU56            | 19 квітня 2006    | Паломарська обсерваторія    | NEAT                        |
| (199710) 2006 HL58  | 2006 HL58            | 30 квітня 2006    | Обсерваторія Кресент Б'ютт  | Е. Шерідан                  |
| (199711) 2006 HR59  | 2006 HR59            | 24 квітня 2006    | Сокорро (Нью-Мексико)       | LINEAR                      |
| (199712) 2006 HY60  | 2006 HY60            | 28 квітня 2006    | Сокорро (Нью-Мексико)       | LINEAR                      |
| (199713) 2006 HD65  | 2006 HD65            | 24 квітня 2006    | Обсерваторія Кітт-Пік       | Spacewatch                  |
| (199714) 2006 HK68  | 2006 HK68            | 24 квітня 2006    | Обсерваторія Маунт-Леммон   | Обсерваторія Маунт-Леммон   |
| (199715) 2006 HJ78  | 2006 HJ78            | 26 квітня 2006    | Обсерваторія Кітт-Пік       | Spacewatch                  |
| (199716) 2006 HS79  | 2006 HS79            | 26 квітня 2006    | Обсерваторія Кітт-Пік       | Spacewatch                  |
| (199717) 2006 HZ81  | 2006 HZ81            | 26 квітня 2006    | Обсерваторія Кітт-Пік       | Spacewatch                  |
| (199718) 2006 HE83  | 2006 HE83            | 26 квітня 2006    | Обсерваторія Кітт-Пік       | Spacewatch                  |
| (199719) 2006 HV83  | 2006 HV83            | 26 квітня 2006    | Обсерваторія Кітт-Пік       | Spacewatch                  |
| (199720) 2006 HV84  | 2006 HV84            | 26 квітня 2006    | Обсерваторія Кітт-Пік       | Spacewatch                  |
| (199721) 2006 HX84  | 2006 HX84            | 26 квітня 2006    | Обсерваторія Кітт-Пік       | Spacewatch                  |
| (199722) 2006 HS85  | 2006 HS85            | 27 квітня 2006    | Обсерваторія Кітт-Пік       | Spacewatch                  |
| (199723) 2006 HR86  | 2006 HR86            | 27 квітня 2006    | Сокорро (Нью-Мексико)       | LINEAR                      |
| (199724) 2006 HE87  | 2006 HE87            | 30 квітня 2006    | Обсерваторія Кітт-Пік       | Spacewatch                  |
| (199725) 2006 HO87  | 2006 HO87            | 30 квітня 2006    | Обсерваторія Кітт-Пік       | Spacewatch                  |
| (199726) 2006 HR87  | 2006 HR87            | 30 квітня 2006    | Обсерваторія Кітт-Пік       | Spacewatch                  |
| (199727) 2006 HJ88  | 2006 HJ88            | 30 квітня 2006    | Обсерваторія Кітт-Пік       | Spacewatch                  |
| (199728) 2006 HF95  | 2006 HF95            | 30 квітня 2006    | Обсерваторія Кітт-Пік       | Spacewatch                  |
| (199729) 2006 HO101 | 2006 HO101           | 30 квітня 2006    | Обсерваторія Кітт-Пік       | Spacewatch                  |
| (199730) 2006 HX104 | 2006 HX104           | 19 квітня 2006    | Каталінський огляд          | Каталінський огляд          |
| (199731) 2006 HO107 | 2006 HO107           | 30 квітня 2006    | Обсерваторія Кітт-Пік       | Spacewatch                  |
| (199732) 2006 HR109 | 2006 HR109           | 30 квітня 2006    | Каталінський огляд          | Каталінський огляд          |
| (199733) 2006 HY109 | 2006 HY109           | 21 квітня 2006    | Паломарська обсерваторія    | NEAT                        |
| (199734) 2006 HK110 | 2006 HK110           | 26 квітня 2006    | Обсерваторія Сайдинг-Спрінг | Обсерваторія Сайдинг-Спрінг |
| (199735) 2006 HF111 | 2006 HF111           | 24 квітня 2006    | Станція Андерсон-Меса       | LONEOS                      |
| (199736) 2006 HA112 | 2006 HA112           | 30 квітня 2006    | Каталінський огляд          | Каталінський огляд          |
| (199737) 2006 HX113 | 2006 HX113           | 25 квітня 2006    | Обсерваторія Маунт-Леммон   | Обсерваторія Маунт-Леммон   |
| (199738) 2006 HG115 | 2006 HG115           | 26 квітня 2006    | Обсерваторія Кітт-Пік       | Spacewatch                  |
| (199739) 2006 HU123 | 2006 HU123           | 24 квітня 2006    | Обсерваторія Кітт-Пік       | Spacewatch                  |
| (199740) 2006 HX151 | 2006 HX151           | 19 квітня 2006    | Обсерваторія Маунт-Леммон   | Обсерваторія Маунт-Леммон   |
| (199741) 2006 HC152 | 2006 HC152           | 26 квітня 2006    | Обсерваторія Серро Тололо   | Марк Буї                    |
| (199742) 2006 JD    | 2006 JD              | 1 травня 2006     | Обсерваторія Столова Гора   | Дж. Янґ                     |
| (199743) 2006 JS2   | 2006 JS2             | 2 травня 2006     | Обсерваторія Маунт-Леммон   | Обсерваторія Маунт-Леммон   |
| (199744) 2006 JP8   | 2006 JP8             | 1 травня 2006     | Обсерваторія Кітт-Пік       | Spacewatch                  |
| (199745) 2006 JF9   | 2006 JF9             | 1 травня 2006     | Обсерваторія Кітт-Пік       | Spacewatch                  |
| (199746) 2006 JZ11  | 2006 JZ11            | 1 травня 2006     | Обсерваторія Кітт-Пік       | Spacewatch                  |
| (199747) 2006 JX13  | 2006 JX13            | 3 травня 2006     | Обсерваторія Кітт-Пік       | Spacewatch                  |
| (199748) 2006 JD14  | 2006 JD14            | 4 травня 2006     | Обсерваторія Маунт-Леммон   | Обсерваторія Маунт-Леммон   |
| (199749) 2006 JH14  | 2006 JH14            | 4 травня 2006     | Обсерваторія Маунт-Леммон   | Обсерваторія Маунт-Леммон   |
| (199750) 2006 JO25  | 2006 JO25            | 5 травня 2006     | Обсерваторія Маунт-Леммон   | Обсерваторія Маунт-Леммон   |
| (199751) 2006 JL27  | 2006 JL27            | 1 травня 2006     | Сокорро (Нью-Мексико)       | LINEAR                      |
| (199752) 2006 JS28  | 2006 JS28            | 3 травня 2006     | Обсерваторія Кітт-Пік       | Spacewatch                  |
| (199753) 2006 JD36  | 2006 JD36            | 4 травня 2006     | Обсерваторія Кітт-Пік       | Spacewatch                  |
| (199754) 2006 JJ38  | 2006 JJ38            | 6 травня 2006     | Обсерваторія Маунт-Леммон   | Обсерваторія Маунт-Леммон   |
| (199755) 2006 JD39  | 2006 JD39            | 6 травня 2006     | Обсерваторія Маунт-Леммон   | Обсерваторія Маунт-Леммон   |
| (199756) 2006 JN40  | 2006 JN40            | 7 травня 2006     | Обсерваторія Кітт-Пік       | Spacewatch                  |
| (199757) 2006 JB45  | 2006 JB45            | 7 травня 2006     | Обсерваторія Маунт-Леммон   | Обсерваторія Маунт-Леммон   |
| (199758) 2006 JU46  | 2006 JU46            | 1 травня 2006     | Сокорро (Нью-Мексико)       | LINEAR                      |
| (199759) 2006 JH48  | 2006 JH48            | 5 травня 2006     | Станція Андерсон-Меса       | LONEOS                      |
| (199760) 2006 JB50  | 2006 JB50            | 2 травня 2006     | Обсерваторія Маунт-Леммон   | Обсерваторія Маунт-Леммон   |
| (199761) 2006 JT50  | 2006 JT50            | 2 травня 2006     | Обсерваторія Маунт-Леммон   | Обсерваторія Маунт-Леммон   |
| (199762) 2006 JC56  | 2006 JC56            | 1 травня 2006     | Сокорро (Нью-Мексико)       | LINEAR                      |
| 199763 Davidgregory | 2006 JJ77            | 1 травня 2006     | Обсерваторія Мауна-Кеа      | Пол Віджерт                 |
| (199764) 2006 KN1   | 2006 KN1             | 20 травня 2006    | Обсерваторія Ріді-Крик      | Джон Бротон                 |
| (199765) 2006 KT3   | 2006 KT3             | 19 травня 2006    | Обсерваторія Маунт-Леммон   | Обсерваторія Маунт-Леммон   |
| (199766) 2006 KJ4   | 2006 KJ4             | 19 травня 2006    | Обсерваторія Маунт-Леммон   | Обсерваторія Маунт-Леммон   |
| (199767) 2006 KW12  | 2006 KW12            | 20 травня 2006    | Обсерваторія Кітт-Пік       | Spacewatch                  |
| (199768) 2006 KN16  | 2006 KN16            | 21 травня 2006    | Обсерваторія Маунт-Леммон   | Обсерваторія Маунт-Леммон   |
| (199769) 2006 KA22  | 2006 KA22            | 19 травня 2006    | Каталінський огляд          | Каталінський огляд          |
| (199770) 2006 KB23  | 2006 KB23            | 20 травня 2006    | Станція Андерсон-Меса       | LONEOS                      |
| (199771) 2006 KQ23  | 2006 KQ23            | 16 травня 2006    | Обсерваторія Сайдинг-Спрінг | Обсерваторія Сайдинг-Спрінг |
| (199772) 2006 KY23  | 2006 KY23            | 19 травня 2006    | Станція Андерсон-Меса       | LONEOS                      |
| (199773) 2006 KB28  | 2006 KB28            | 20 травня 2006    | Обсерваторія Кітт-Пік       | Spacewatch                  |
| (199774) 2006 KK30  | 2006 KK30            | 20 травня 2006    | Обсерваторія Кітт-Пік       | Spacewatch                  |
| (199775) 2006 KL31  | 2006 KL31            | 20 травня 2006    | Обсерваторія Кітт-Пік       | Spacewatch                  |
| (199776) 2006 KF36  | 2006 KF36            | 20 травня 2006    | Обсерваторія Кітт-Пік       | Spacewatch                  |
| (199777) 2006 KL53  | 2006 KL53            | 21 травня 2006    | Обсерваторія Кітт-Пік       | Spacewatch                  |
| (199778) 2006 KW60  | 2006 KW60            | 22 травня 2006    | Обсерваторія Кітт-Пік       | Spacewatch                  |
| (199779) 2006 KV72  | 2006 KV72            | 23 травня 2006    | Обсерваторія Кітт-Пік       | Spacewatch                  |
| (199780) 2006 KY75  | 2006 KY75            | 24 травня 2006    | Паломарська обсерваторія    | NEAT                        |
| (199781) 2006 KJ80  | 2006 KJ80            | 25 травня 2006    | Обсерваторія Маунт-Леммон   | Обсерваторія Маунт-Леммон   |
| (199782) 2006 KZ89  | 2006 KZ89            | 22 травня 2006    | Обсерваторія Сайдинг-Спрінг | Обсерваторія Сайдинг-Спрінг |
| (199783) 2006 KG98  | 2006 KG98            | 26 травня 2006    | Обсерваторія Кітт-Пік       | Spacewatch                  |
| (199784) 2006 KL105 | 2006 KL105           | 30 травня 2006    | Обсерваторія Маунт-Леммон   | Обсерваторія Маунт-Леммон   |
| (199785) 2006 KK110 | 2006 KK110           | 31 травня 2006    | Обсерваторія Маунт-Леммон   | Обсерваторія Маунт-Леммон   |
| (199786) 2006 KQ115 | 2006 KQ115           | 29 травня 2006    | Обсерваторія Кітт-Пік       | Spacewatch                  |
| (199787) 2006 LG3   | 2006 LG3             | 15 червня 2006    | Обсерваторія Кітт-Пік       | Spacewatch                  |
| (199788) 2006 LU3   | 2006 LU3             | 15 червня 2006    | Обсерваторія Кітт-Пік       | Spacewatch                  |
| (199789) 2006 MV5   | 2006 MV5             | 17 червня 2006    | Обсерваторія Кітт-Пік       | Spacewatch                  |
| (199790) 2006 MN7   | 2006 MN7             | 18 червня 2006    | Обсерваторія Кітт-Пік       | Spacewatch                  |
| (199791) 2006 MN9   | 2006 MN9             | 19 червня 2006    | Обсерваторія Кітт-Пік       | Spacewatch                  |
| (199792) 2006 PJ1   | 2006 PJ1             | 6 серпня 2006     | Обсерваторія Люлінь         | Лінь Ці Шень, К. Йє         |
| (199793) 2006 PK14  | 2006 PK14            | 15 серпня 2006    | Паломарська обсерваторія    | NEAT                        |
| (199794) 2006 QF105 | 2006 QF105           | 28 серпня 2006    | Каталінський огляд          | Каталінський огляд          |
| (199795) 2006 UB198 | 2006 UB198           | 20 жовтня 2006    | Обсерваторія Кітт-Пік       | Spacewatch                  |
| (199796) 2006 UN217 | 2006 UN217           | 28 жовтня 2006    | Обсерваторія Маунт-Леммон   | Обсерваторія Маунт-Леммон   |
| (199797) 2006 UY240 | 2006 UY240           | 23 жовтня 2006    | Обсерваторія Маунт-Леммон   | Обсерваторія Маунт-Леммон   |
| (199798) 2006 UF256 | 2006 UF256           | 27 жовтня 2006    | Обсерваторія Маунт-Леммон   | Обсерваторія Маунт-Леммон   |
| (199799) 2006 WY200 | 2006 WY200           | 22 листопада 2006 | Обсерваторія Маунт-Леммон   | Обсерваторія Маунт-Леммон   |
| (199800) 2006 YF11  | 2006 YF11            | 21 грудня 2006    | Паломарська обсерваторія    | NEAT                        |